# مرافئ الحنين
مرافئ الحنين مسلسل تلفزيوني عراقي عرض في عام 2011.

## الممثلون
- طه علوان
- راميا نبيل
- مناف طالب
- فوزية حسن
- آسيا كمال
- ناهي مهدي
- أحمد طعمة التميمي
- محمد طعمه التميمي
- صبا إبراهيم
- زهور علاء
- آلاء حسين
- حسين عجاج